# 자오역
자오역(일본어: 蔵王駅)은 일본 야마가타현 야마가타시에 위치한 동일본 여객철도 오우 본선의 철도역이다. 상대식 승강장 2면 2선의 구조를 갖춘 지상역이다. 야마가타 선 구간에 포함된다.

## 타는 곳
| 1 | ■ 야마가타 선 | (상행) | 가미노야마온센 · 아카유 · 요네자와 방면 |
| 2 | ■ 야마가타 선 | (하행) | 야마가타 · 신조 방면                    |

## 이용 현황
| 연도   | 하루 평균 |
| ------ | --------- |
| 1994년 | 980       |
| 1995년 | 1,020     |
| 1996년 | 980       |
| 1997년 | 870       |
| 1998년 | 810       |
| 1999년 | 720       |
| 2000년 | 760       |
| 2001년 | 849       |
| 2002년 | 914       |
| 2003년 | 897       |
| 2004년 | 892       |
| 2005년 | 925       |
| 2006년 | 873       |
| 2007년 | 824       |
| 2008년 | 842       |
| 2009년 | 853       |
| 2010년 | 902       |
| 2011년 | 950       |
| 2012년 | 996       |

## 역 주변
- 태평양 시멘트 자오 서비스 스테이션
- 도호쿠 분교 대학
- 도호쿠 분교 대학 단기 대학부
- 국도 제13호선
- 구로사와 온천

## 인접 역
| 동일본 여객철도 오우 본선      | 동일본 여객철도 오우 본선 | 동일본 여객철도 오우 본선 |
| ------------------------------ | ------------------------- | ------------------------- |
| 모키치키넨칸마에 후쿠시마 방면 | ■ 야마가타 선             | 야마가타 신조 방면        |